# Tarvasjoki kyrka
Tarvasjoki kyrka (finska: Tarvasjoen kirkko) är en luthersk träkyrka i Tarvasjoki i Lundo i det finländska landskapet Egentliga Finland. Kyrkan byggdes av Mikael Piimänen år 1779. Tarvasjoki kyrka är del av Tavastlands oxvägs värdefulla bebyggda kulturmiljö. Den ingår även i Pemar ås nationellt värdefulla landskapsområde.

## Historia och arkitektur
Det finns en skriftlig hänvisning till föregångaren till den nuvarande kyrkan från år 1696, då biskopsvisitationen uppmanade att utvidga kyrkan. Texter om att det "skamliga" brädtaket och den "usla" utvändiga panelen skulle förnyas finns från 1750-talet. Beslutet att bygga en ny, det vill säga den nuvarande kyrkan, fattades på kyrkostämman 1774.
Under kyrkostämman 1777 godkändes kyrkobyggaren Mikael Piimänens ritningar på en ny kyrka. Svenska rikets kungliga förordningar krävde att alla kyrkor skulle byggas i sten, vilket kyrkostämman bad om att få avvika från i och med att det fanns inte fanns tillräckligt med sten i närområdet. Ritningarna och förslaget om att byta byggnadsmaterial till timmer skickades till kungen för godkännande.
Under vintern 1777–1778 körde församlingens medlemmar virke till byggplatsen, men kyrkbygget blev inte klart sommaren 1778 eftersom alla församlingsmedlemmar ännu inte hade uppfyllt sin skyldighet att leverera byggmaterial. Kyrkan färdigställdes i början av sommaren 1779. Det exakta invigningsdatumet är inte känt.
Kyrkan, som är av en typ som är vanlig i sydvästra Finland, har på båda sidor av långhuset lägre och smalare flyglar där sakristian och vapenhuset är belägna. Kyrkans exteriör är från en renovering som utfördes åren 1871–1872. Spåntaket ersattes av ett plåttak år 1892. Andra renoveringar utfördes 1956 och 1971.
Kyrkans väggar, inklusive gaveltopparna, är byggda av timmer. De övre stockarna har långa hörnknutar som syns som panelklädda fördjupningar ovanför hörnbrädorna på fasaderna. De nedre knutarna är korta och döljs av hörnbrädorna.
I tornet finns två klockor: den större klockan skaffades redan till församlingens tidigare kyrka år 1760. Den mindre klockan köptes för testamentesmedel år 1937 och ersatte en klocka från 1706, som hade flyttats från den tidigare kyrkan och senare gått sönder.
De ursprungliga fönstren var mindre än de nuvarande. Fönstren förnyades 1837 och deras storlek ökades till nuvarande mått. Det åttkantiga tornet byggdes inte helt enligt planerna, och dess ljudluckor och dekorationer har förändrats från ursprungsdesignen – faktiskt blev hela kyrkan större än den ursprungliga planen.

## Interiör
Tarvasjoki kyrkas interiör är huvudsakligen från 1916, då renoveringar gjordes under ledning av arkitekten Ilmari Launis.
Predikstolen är byggd 1746 och kommer från den tidigare kyrkan. Ursprungligen kunde man också nå predikstolen från sakristian, men dörren och trappan togs bort under Launis renovering 1916. Predikstolen anses vara en "anspråkslös kopia" av predikstolen i Aura kyrka, som är från 1701 och byggd av Åbo-snickaren Yrjö Eerikinpoika. En utvändig ingång till sakristian byggdes först 1916.

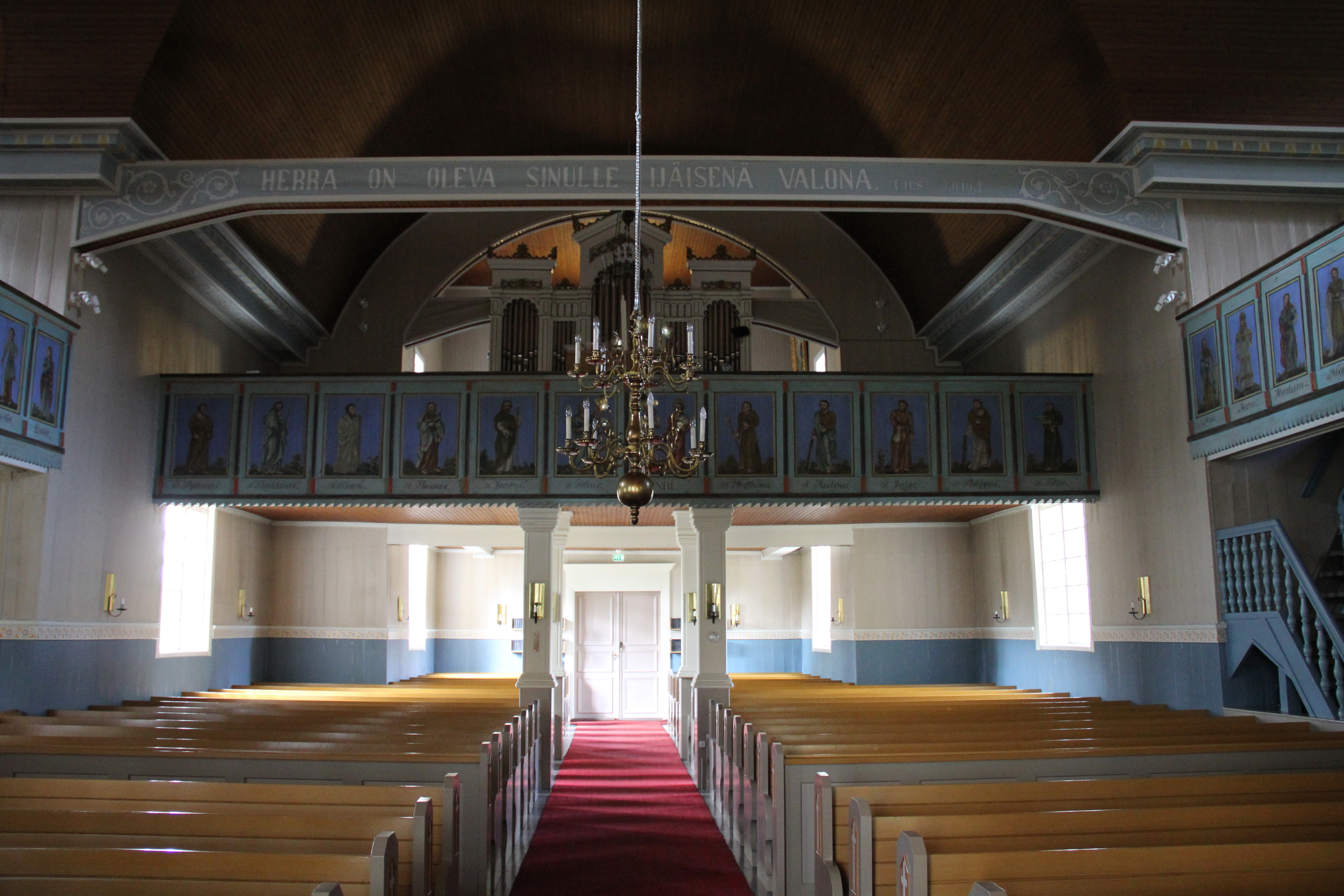
Orgelläktaren.

Orgeln skaffades 1887 och placerades på läktaren ovanför sakristian eftersom huvudläktaren, som delvis stod på tornfundamentet, skakade vid klockringning. Orgeln hade åtta stämmor och byggdes av Jens Zachariassen från Nystad. År 1916 flyttades orgeln till huvudläktaren och uppgraderades delvis 1973, då två stämmor lades till. Uppgraderingen utfördes av Kangasala orgelfabrik. Orgelns fasad är från Zachariassens orgel, liksom sex av stämmorna.
Altartavlan "Kristi uppståndelse" är en kopia av den svenska konstnären Julius Kronbergs målning "Uppståndelsen," som han målade i kupolen på Adolf Fredriks kyrka. Kopian målades 1921 av konstnären Vihtori Ylinen, som var född i Yläne.
Kyrkbänkarna är från 1916. De föregående bänkarna var från 1869, och innan dess användes bänkar som hade flyttats från den tidigare kyrkan och som Piimänen hade förlängt.
Ursprungligen hade kyrkan ingen uppvärmning. År 1897 installerades kaminer i kyrksalen och sakristian. Under Launis renovering 1916 tätades kyrkan. Kaminerna togs bort vid renoveringen 1969–1971 och ersattes med elektrisk uppvärmning.
Kyrkan fick elektrisk belysning först 1933. Innan dess hade kyrkan belysts med oljelampor och stearinljus. De gamla ljuskronorna elektrifierades, men väggens ljusarmaturer lämnades kvar eftersom man fortfarande tände ljus under julen.